# Chadsia
Chadsia Bojer – rodzaj roślin z rodziny bobowatych (Fabaceae). Według The Plant List obejmuje 9 gatunków.

## Systematyka
Pozycja według APweb (aktualizowany system APG III z 2009)
Jeden z rodzajów plemienia Millettieae z podrodziny bobowatych właściwych (Faboideae) z rodziny bobowatych (Fabaceae) należącej do rzędu bobowców (Fabales) reprezentującego dwuliścienne właściwe.
Wykaz gatunków
| - Chadsia coluteifolia Baill. - Chadsia flammea Bojer - Chadsia grevei Drake - Chadsia irodoensis Du Puy & Labat - Chadsia longidentata R.Vig. - Chadsia magnifica R.Vig. - Chadsia racemosa Drake - Chadsia salicina Baill. - Chadsia versicolor Bojer |